# Мряушля
Мряушля (баш. Мрәүешле) — река в России, протекает в Кугарчинском районе Республике Башкортостан. Устье реки находится в 19 км по правому берегу реки Иртюбяк. Длина реки составляет 17 км.
Протекает через Альмясово, Старо-Альмясово, Сиксанбаево. Впадает у горы Кизлартау (букв. «девичья гора») у современной деревни Сиксанбаево.

## Данные водного реестра
По данным государственного водного реестра России относится к Камскому бассейновому округу, водохозяйственный участок реки — Белая от Юмагузинского гидроузла до города Салавата, без реки Нугуш (от истока до Нугушского гидроузла), речной подбассейн реки — Белая. Речной бассейн реки — Кама.
Код объекта в государственном водном реестре — 10010200412111100017650.

## Топографические карты
- Лист карты N-40-114. Масштаб: 1 : 100 000. Состояние местности на 1983 год. Издание 1985 г.